# New Woman (cântec de LISA și ROSALÍA)
„New Woman” este o melodie a rapperului și cântăreței thailandeze LISA cu cântăreața spaniolă ROSALÍA . A fost lansat prin LLOUD și RCA Records pe 15 August 2024, ca al doilea single de pe albumul de studio de debut al LISEI, Alter Ego (2025). Este în primul rând o piesă pop și electronică cu sonorități capcană care conțin versuri despre LISA care se transformă și își redescoperă identitatea. Piesa a fost produsă de Max Martin și Ilya și scrisă de ei alături de LISA, ROSALÍA, Tove Burman și Tove Lo .
„New Woman” a primit recenzii pozitive din partea criticilor muzicali pentru producția sa captivantă și chimia artiștilor, mulți numind-o cea mai bună melodie de pe album. A atins vârful pe locul 15 în Billboard Global 200 și pe locul șase în Global Excl.SUA, devenind al patrulea hit al LISEI și, respectiv, al cincilea top-10 al ROSALÍEI pe ultimul top. A ajuns în primele zece topuri din Malaezia, Singapore și Taiwan și în primele 15 din Spania, unde a primit o certificare de aur. În Statele Unite, cântecul a devenit a patra intrare a LISEI în Billboard Hot 100, la numărul 97.
Un videoclip muzical însoțitor a fost regizat de Dave Meyers și lansat pe canalul YouTube al lui LLOUD simultan cu lansarea single-ului. Filmat în Los Angeles, videoclipul reflectă temele piesei de împuternicire și transformare și le prezintă pe LISA și ROSALÍA într-o serie de look-uri la modă din anii 2000. Pentru a promova melodia, LISA a cântat la MTV Video Music Awards 2024 și la Global Citizen Festival . „New Woman” a câștigat cea mai bună colaborare și a primit o nominalizare pentru cel mai bun videoclip la MTV Europe Music Awards 2024 .